# Episodi di American Horror Story (quarta stagione)
La quarta stagione della serie televisiva American Horror Story, intitolata American Horror Story: Freak Show e composta da 13 episodi, è stata trasmessa in prima visione negli Stati Uniti d'America sul canale via cavo FX dall'8 ottobre 2014 al 21 gennaio 2015.
In Italia, la stagione è andata in onda in prima visione sul canale satellitare Fox dal 24 febbraio al 19 maggio 2015.
Gli attori che ritornano in questa stagione dalle precedenti sono: Sarah Paulson, Evan Peters, Frances Conroy, Denis O'Hare, Emma Roberts, Angela Bassett, Kathy Bates, Jessica Lange, Grace Gummer, Gabourey Sidibe, Danny Huston, Jamie Brewer, Lily Rabe, e Mare Winningham, mentre tra i nuovi volti troviamo Michael Chiklis e Finn Wittrock
È possibile notare che alcuni personaggi e fatti presenti nella serie sono stati tratti da romanzi, storie ed eventi reali riguardanti persone affette da particolari deformità fisiche (come la leggenda di Edward Mordake, l'uomo con due volti), e dal famoso film di Tod Browling, Freaks (1932), potendo ricondurre, per esempio, i due personaggi di Pepper e Salty alle gemelle microcefale Zip e Pip, e la scena in cui Stanley, che aveva inoltre cercato di uccidere le gemelle bicefale Bette e Dot con dei cupcake avvelenati, viene mutilato dai freaks a quella in cui la trapezista Cleopatra viene anch'ella mutilata dai fenomeni da baraccone, come vendetta per aver tentato più volte di avvelenare il marito nano Hans con l'obiettivo di appropriarsi facilmente della sua fortuna.

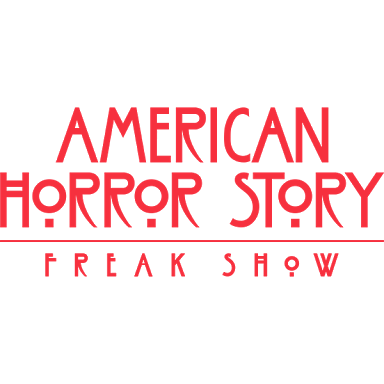
Logo della quarta stagione Freak Show

| nº | Titolo originale          | Titolo italiano                           | Prima TV USA     | Prima TV Italia  |
| -- | ------------------------- | ----------------------------------------- | ---------------- | ---------------- |
| 1  | Monsters Among Us         | Il circo degli orrori                     | 8 ottobre 2014   | 24 febbraio 2015 |
| 2  | Massacres and Matinees    | Massacri e matinée                        | 15 ottobre 2014  | 3 marzo 2015     |
| 3  | Edward Mordrake (Part 1)  | La leggenda di Edward Mordrake (1ª parte) | 22 ottobre 2014  | 10 marzo 2015    |
| 4  | Edward Mordrake (Part 2)  | La leggenda di Edward Mordrake (2ª parte) | 29 ottobre 2014  | 17 marzo 2015    |
| 5  | Pink Cupcakes             | Cupcake rosa                              | 5 novembre 2014  | 24 marzo 2015    |
| 6  | Bullseye                  | La ruota                                  | 12 novembre 2014 | 31 marzo 2015    |
| 7  | Test of Strength          | Prova di forza                            | 19 novembre 2014 | 7 aprile 2015    |
| 8  | Blood Bath                | Bagno di sangue                           | 3 dicembre 2014  | 14 aprile 2015   |
| 9  | Tupperware Party Massacre | Massacro casalingo                        | 10 dicembre 2014 | 21 aprile 2015   |
| 10 | Orphans                   | Orfani                                    | 17 dicembre 2014 | 28 aprile 2015   |
| 11 | Magical Thinking          | Magici pensieri                           | 7 gennaio 2015   | 5 maggio 2015    |
| 12 | Show Stoppers             | Il grande spettacolo                      | 14 gennaio 2015  | 12 maggio 2015   |
| 13 | Curtain Call              | Cala il sipario                           | 21 gennaio 2015  | 19 maggio 2015   |

## Il circo degli orrori
- Titolo originale: Monsters Among Us
- Diretto da: Ryan Murphy
- Scritto da: Ryan Murphy e Brad Falchuk

### Trama

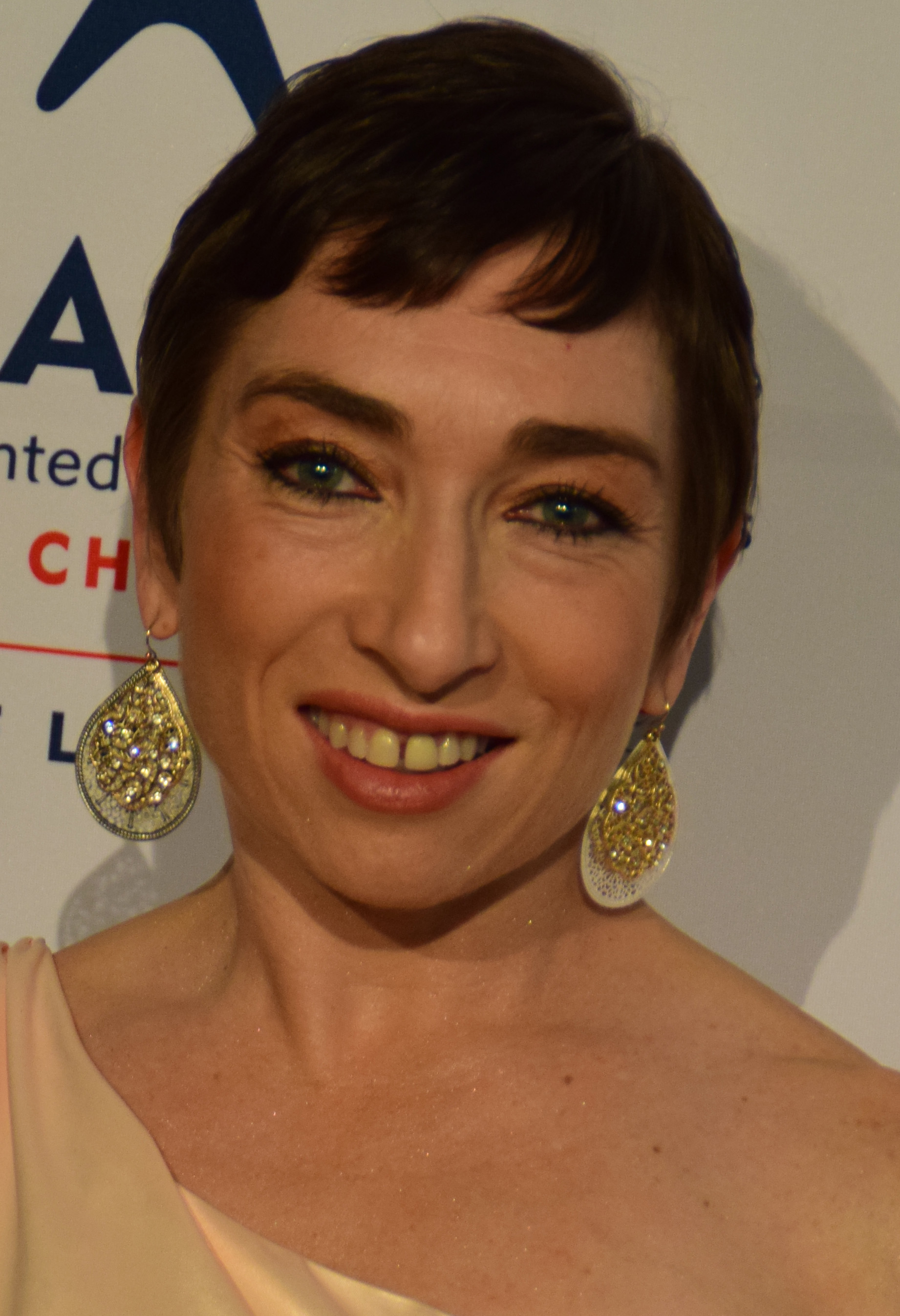
Naomi Grossman interpreta Pepper

1952, Jupiter, Florida: le gemelle siamesi Bette e Dot Tattler, dotate di un corpo solo ma di due teste, vengono portate d'urgenza all'ospedale di Jupiter, Florida, dopo essere state trovate dal lattaio, impegnato nel suo giro di consegne, giacere gravemente ferite vicino al corpo della madre assassinata. La notizia dell'esistenza delle gemelle siamesi si diffonde rapidamente attirando l'attenzione, tra gli altri, di Elsa Mars, immigrata tedesca padrona del circo locale, col sogno infranto di diventare una celebre cantante. Con uno stratagemma, la donna riesce a fare visita alle gemelle, in convalescenza dopo l'intervento subito, e riesce a convincerle a fuggire con lei ed entrare a far parte della sua compagnia circense.
Bette e Dot, infatti, secondo l'opinione di Elsa, unendosi a lei potranno sentirsi per la prima volta "normali", visto che tutti i membri del circo sono fenomeni da baraccone.
Vengono così introdotti due "freaks", ovvero Jimmy Darling, un ragazzo affetto da sindattilia, e per questo noto come il "ragazzo aragosta", e sua madre Ethel, la donna barbuta.
Grazie a Bette e Dot, Elsa spera di rilanciare gli spettacoli del circo, confidando nel grande interesse che un'attrazione come due gemelle siamesi può suscitare, ma non sa che la polizia considera per ragazze le principali sospettate dell'omicidio della madre.
Nel frattempo, una coppia di giovani fidanzati viene sorpresa durante un picnic da un clown con una maschera sulla parte inferiore del volto. Il pagliaccio uccide brutalmente il ragazzo e rapisce la ragazza, che viene imprigionata in un vecchio autobus dismesso, insieme ad un bambino (anch'egli rapito dopo che il clown ha massacrato i suoi genitori).  Jimmy si ribella ad Elsa, ma quest'ultima gli ricorda che senza di lei, lui e sua madre marcirebbero ancora in prigione. Jimmy, per procurare a sé e alla madre di che vivere, si reca settimanalmente da un gruppo di casalinghe per soddisfare i loro bisogni sessuali. Le gemelle intanto conoscono gli altri "mostri": Amazon Eve, una donna altissima ed estremamente forzuta; Ma Petite, la donna più piccola del mondo, di origini indiane; Meep, un bambino affetto da ritardo mentale, il cui numero consiste nello staccare la testa delle galline a morsi; Paul, il cosiddetto "uomo foca" per il mancato sviluppo degli arti superiori, considerato il più pacato del gruppo, che si è fatto tatuare tutto il corpo eccetto la faccia; la donna senza gambe Suzi, testarda e burlona; Pepper e Salty, due microcefali innamorati; ed infine Toulouse, un uomo affetto da nanismo. Nel momento in cui lo incontra, Dot si innamora di Jimmy.
Quando un detective arriva al circo con l'intenzione di arrestare le gemelle per l'omicidio della madre, Jimmy gli taglia la gola in un raptus di rabbia e seppellisce poi il cadavere con l'aiuto degli altri "freaks", osservati dal clown omicida. Bette e Dot confessano di aver ucciso la propria madre poiché si vergognava della loro deformità e le considerava dei mostri.
Ad uno spettacolo del circo assistono, pagando profumatamente i biglietti, anche Gloria Mott e suo figlio Dandy, viziato rampollo di una famiglia ricchissima che vorrebbe comprare Bette e Dot. Elsa si rifiuta e, sminuita crudelmente da Gloria riguardo alla sua esibizione durante lo show, sotto l'effetto di oppio confessa ad Ethel i propri sogni infranti. Nel finale Elsa, rimasta da sola nella sua tenda, viene mostrata mentre si prepara per coricarsi; si scopre così che ella nasconde un segreto: al posto delle gambe ha delle protesi in legno, che si toglie per andare a dormire.
- Guest star: John Carroll Lynch (Twisty), Grace Gummer (Penny), Naomi Grossman (Pepper Gayheart), Skyler Samuels (Bonnie Lipton), Sascha Malkovich (Roney)
- Altri interpreti: Jyoti Amge (Ma Petite), Erika Ervin (Amazon Eve), Mat Fraser (Paul), Rose Siggins (Suzi), Ben Woolf (Meep), Christopher Neiman (Salty), Ramona Tyler (Mildred Bachman), Major Dodson (Corey Bachman), Ann McKenzie (Eudora Tattler), Andrew Duplessie (Troy Miller), Dane Rhodes (Detective Robert Bunch), Lin Gathright (Sylvia), Lucy Faust (Joanne), Amber Gaiennie (Elaine), Ashlynn Ross (Myrna), Mariana Paola Vicente (Cameriera Carol), John Neisler (Dr. Hudson), Thomas Francis Murphy (Mr. Haddonfield).
- Ascolti USA: telespettatori 6.127.000 - share 3,1%[3]

## Massacri e matinée
- Titolo originale: Massacres and Matinees
- Diretto da: Alfonso Gomez-Rejon
- Scritto da: Tim Minear

### Trama
La polizia arriva al circo per investigare sulla scomparsa del detective e informare Elsa che a Jupiter è stato indetto un coprifuoco a seguito degli omicidi avvenuti. Nel frattempo, un uomo forzuto, Dell Toledo, il padre di Jimmy, e la sua moglie ermafrodita dai tre seni, Desiree, arrivano e chiedono ad Elsa un lavoro. Inizialmente riluttante, nomina Dell capo della sicurezza, ma poi si rende conto che ha commesso un errore: l'uomo cambia gli orari degli spettacoli contro i suoi ordini, picchia Jimmy e incastra Meep per l'omicidio del detective dopo che Jimmy a sua volta aveva provato ad incastrare Dell. Meep viene arrestato e portato in prigione, dove viene ucciso senza pietà dai suoi compagni di cella. Il suo corpo viene gettato dalla macchina della polizia fuori dal tendone del circo e viene riconosciuto da Jimmy che, disperato, urla. Lo stesso giorno Dandy chiede a Jimmy di unirsi al circo, ma lui, ricordandogli di essere più fortunato di tutti i "freaks" lo manda via. Il ragazzo, arrabbiato, torna a casa dove trova Twisty, il clown assassino, il quale era stato assunto da Gloria come intrattenitore per il figlio. Purtroppo, Twisty si arrabbia dopo che Dandy apre la sua sacca, così decide di tornare sul suo bus del terrore. Il ragazzo lo segue e cattura la ragazza che era riuscita a scappare dal bus, provando a Twisty la sua lealtà.
- Guest star: John Carroll Lynch (Twisty), Naomi Grossman (Pepper Gayheart), Skyler Samuels (Bonnie Lipton), Sascha Malkovich (Roney) Patti LaBelle (Dora Ross).
- Altri interpreti: Jyoti Amge (Ma Petite), Erika Ervin (Amazon Eve), Mat Fraser (Paul), Rose Siggins (Suzi), Ben Woolf (Meep), Christopher Neiman (Salty), Major Dodson (Corey Bachman), Mariana Paola Vicente (Cameriera Carol), P.J. Marshall (Detective Jack Colquitt), James DuMont (Foster), Tony Bentley (Mr. Hanley), Edward Gelhaus (Dell da giovane), Kathy Deitch (Ethel da giovane), Judd Lormand (Doyle), Robert Walker Branchaud (Erickson), Andrew Farrier (John), David Simpson (Oliver).
- Non accreditati: Drew Rin Varick (Toulouse).
- Ascolti USA: telespettatori 4.527.000 - share 2,3%[4]

## La leggenda di Edward Mordrake (1ª parte)
- Titolo originale: Edward Mordrake (Part 1)
- Diretto da: Michael Uppendahl
- Scritto da: James Wong

### Trama
Il circo guadagna un nuovo membro: una chiaroveggente di nome Maggie Esmerelda che dice ad Elsa che la fama deve ancora arrivare e che incontrerà presto un uomo alto e oscuro. Maggie, in realtà, è una truffatrice che lavora con un uomo, Stanley, il quale è determinato a trovare e sezionare un "freak" da vendere all'American Morbidity Museum'. Intanto Ethel scopre che ha una cirrosi e le restano solo sei mesi di vita. Cadendo nella disperazione, si dà all'alcolismo e chiede a Dell di tenere d'occhio suo figlio Jimmy.
Dandy diventa sempre più ossessionato da Twisty, tanto da fare "dolcetto o scherzetto?" vestito proprio come lui. Dopo aver tentato di uccidere la cameriera Dora, decide di andare a fare visita agli ostaggi del clown. Nel frattempo Twisty rapisce un altro ragazzo e lo porta sul bus.
Il circo rifiuta di esibirsi per la notte di Halloween a causa di una superstizione che riguarda Edward Mordake, un uomo dell'800 nato con una malformazione: una testa orribile dietro la sua nuca che, apparentemente, sembrava senza vita. Secondo la credenza Edward veniva richiamato dal regno dei morti per prendere con sé un "freak" qualora una qualsiasi compagnia si fosse esibita. Elsa, non credendo a queste stupide superstizioni, decide di fare le prove e quindi nel bel mezzo della sua canzone appare Edward che si dilegua senza lasciare traccia ancor prima che la donna abbia finito di cantare. La prima persona a cui fa visita il fantasma è Ethel che gli racconta la sua triste storia: la fama iniziale, l'incontro con Dell, la nascita di Jimmy fino al presente. La seconda faccia di Edward decide che Ethel non è la prescelta e la lascia stare.
- Special guest star: Wes Bentley (Edward Mordrake), Celia Weston (Lillian Hemmings).
- Guest star: John Carroll Lynch (Twisty), Naomi Grossman (Pepper Gayheart), Skyler Samuels (Bonnie Lipton), Patti LaBelle (Dora Ross).
- Altri interpreti: Jyoti Amge (Ma Petite), Erika Ervin (Amazon Eve), Mat Fraser (Paul), Rose Siggins (Suzi), Christopher Neiman (Salty), Major Dodson (Corey Bachman), Edward Gelhaus (Dell da giovane), Kathy Deitch (Ethel da giovane), Laura Flannery (Jane), Dalton E. Gray (Mike), Lauren Gobuzzi (Jessie), Dodie Brown (Mary), Jerry Leggio (Dr. Bonham), Michael Murray (Vichingo Hustler), George Bell (Alto fantasma).
- Non accreditati: Drew Rin Varick (Toulouse).
- Ascolti USA: telespettatori 4.439.000 - share 2,2%[5]

## La leggenda di Edward Mordrake (2ª parte)
- Titolo originale: Edward Mordrake (Part 2)
- Diretto da: Howard Deutch
- Scritto da: Jennifer Salt

### Trama

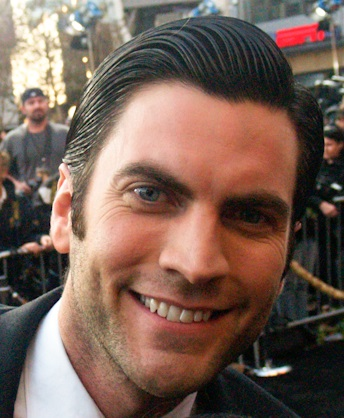
Wes Bentley interpreta Edward Mordake

Edward Mordrake continua a vagare per l'accampamento, e dopo essere andato a trovare altri "freaks", si reca nella tenda di Elsa Mars. Qui la donna racconta il suo passato nella Germania del '32. Essa era una famosa prostituta-dominatrice che, viene fatta drogare da un regista di film porno che le fa tagliare le gambe "in diretta". Elsa implora Mordrake di prenderla, ma improvvisamente egli sente una musica e se ne va. La musica proviene dal bosco dove Dandy, dopo aver catturato, con l'aiuto di Twisty, Jimmy ed Esmeralda, la cui moto si era bloccata nel bosco, ha messo su uno spettacolino in cui tenta di tagliare in due la ragazza. Jimmy riesce a liberarsi e a far fuggire Esmeralda, ma viene catturato da Twisty. In quel momento appare Mordrake che, dopo aver ascoltato la triste storia del pagliaccio assassino (il quale essendo stato accusato di molestie sui bambini da alcuni freaks ha tentato di suicidarsi ed è rimasto sfigurato), decide di prendere lui perché si unisca alla sua cerchia di esseri deformi, e lo uccide. Dandy tenta di riacciuffare Esmeralda, che però fugge insieme agli altri prigionieri del clown e chiama la polizia. Dandy ritornato al campo, scopre la morte di Twisty e, sconsolato, prende la sua maschera, che indossa per uccidere la cameriera Dora. La polizia ringrazia Jimmy per aver liberato la cittadina dal killer, ma egli rinfaccia ai poliziotti la morte ingiustificata di Meep. La mattina seguente al campo del circo arrivano i familiari dei ragazzi prigionieri e altri concittadini; Elsa invita tutti allo spettacolo serale, riuscendo a fare sold-out e prendendosi una rivincita sia sulle gemelle siamesi (che non hanno più la parte principale dello spettacolo) sia sull'uomo forzuto. Allo spettacolo arriva anche Stanley, sotto falso nome.
- Special guest star: Wes Bentley (Edward Mordrake), Sascha Malkovich (Roney).

- Guest star: John Carroll Lynch (Twisty), Naomi Grossman (Pepper Gayheart), Skyler Samuels (Bonnie Lipton), Patti LaBelle (Dora Ross)

- Altri interpreti: Jyoti Amge (Ma Petite), Erika Ervin (Amazon Eve), Mat Fraser (Paul), Rose Siggins (Suzi), Christopher Neiman (Salty), Ramona Tyler (Mildred Bachman), Major Dodson (Corey Bachman), P.J. Marshall (Detective Jack Colquitt), James DuMont (Foster), Laura Flannery (Jane), Dalton E. Gray (Mike), Lauren Gobuzzi (Jessie), Tony Bentley (Mr. Hanley), Jason Bayle (Lloyd), Vernel Bagneris (Joe), George Bell (Alto fantasma).
- Non accreditati: Drew Rin Varick (Toulouse), John Cromwell (Dr. Hans Gruper).
- Ascolti USA: telespettatori 4.511.000 - share 2,3%[6]

## Cupcake rosa
- Titolo originale: Pink Cupcakes
- Diretto da: Michael Uppendahl
- Scritto da: Jessica Sharzer

### Trama

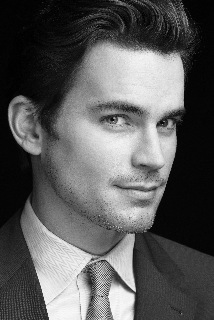
Matt Bomer interpreta Andy

Stanley cerca di uccidere Bette e Dot facendole mangiare cupcake rosa avvelenati, ma il tentativo fallisce. Comincia a provare ad offrire ad Elsa l'offerta di apparire in televisione e avere il suo show personale. Elsa è riluttante fino a quando il pubblico non si mette a ridere e fischiare a metà della sua performance. Maggie tenta di mandare via Jimmy, temendo per quello che Stanley gli farà. Lui cerca di baciarla, ma lei si allontana. Dell è introvabile e Jimmy viene inviato a cercarlo nella sua roulotte. Jimmy trova solo una Desiree ubriaca e dopo un po' Jimmy comincia a soddisfarla sessualmente con le sue mani. Tuttavia lei urla e inizia a sanguinare dalla vagina. Ethel la porta in ospedale dove viene informata che ha avuto un aborto spontaneo. Il medico rivela anche che Desiree è infatti al 100% femmina, ed è possibile eseguire un intervento chirurgico per fare di lei una donna normale. Dandy fa un salto ad un bar gay a caccia della sua prossima vittima. Anche Dell passa a trovare il suo amante regolare, Andy, allo stesso bar. I due hanno una lite e Dell se ne va. Dandy trova Andy e i due vanno al bus di Twisty, dove Dandy lo mutila senza ucciderlo. Gloria riceve una telefonata dalla figlia di Dora, Regina Ross, che chiede di parlare con la madre. Gloria mente e le dice che lei non sarà in grado di contattare la madre per un po'. Desiree informa Dell che lei può avere figli e che è una vera donna, e gli dice che sa che è il padre di Jimmy. Lei lo lascia e va a vivere con Ethel. Dopo aver appreso del possibile intervento chirurgico di Desiree, Dell visita il dottore al suo ufficio e gli rompe le dita in modo che non possa più esercitare alcuna operazione. Elsa vede Stanley prendere le gemelle per un picnic; questo la rende gelosa e arrabbiata. Più tardi, lei mente alle gemelle dicendo loro che le sta portando a delle prove, ma in realtà le porta direttamente nella villa di Dandy e Gloria.
- Special guest star: Celia Weston (Lillian Hemmings), Matt Bomer (Andy), Gabourey Sidibe (Regina Ross).
- Guest star: Naomi Grossman (Pepper Gayheart), Patti LaBelle (Dora Ross).
- Altri interpreti: Jyoti Amge (Ma Petite), Erika Ervin (Amazon Eve), Mat Fraser (Paul), Rose Siggins (Suzi), Christopher Neiman (Salty), Jerry Leggio (Dr. Bonham), Al Vicente (Carlos Russel), Neal Kodinsky (Barista).
- Non accreditati: Drew Rin Varick (Toulouse).
- Ascolti USA: telespettatori 4.220.000 - share 2,1%[7]

## La ruota
- Titolo originale: Bullseye
- Diretto da: Howard Deutch
- Scritto da: John J. Gray

### Trama
Elsa porta un vecchio arcolaio fuori stoccaggio e inizia ad esercitarsi a lanciare i pugnali in preparazione del suo prossimo show televisivo. Dopo aver dormito con Paul, Elsa diventa presto gelosa che lui abbia una relazione con Penny alle sue spalle. La notte della sua festa di compleanno, viene a conoscenza del fatto che i suoi artisti circensi hanno sospetti che lei possa avere qualcosa a che fare con la scomparsa di Bette e Dot. Elsa ricorda a tutti che nessuno di loro sarebbe là senza di lei, e dovrebbero esserle grati per averli salvati. Per dimostrare la loro lealtà, Elsa chiede che uno di loro venga legato alla ruota e che la lasci fare la sua routine. Paul a malincuore si offre e dopo due colpi mancati, Elsa volutamente lo colpisce allo stomaco; rifiutandosi per di più di chiamare un medico. A Mott Manor, Dandy dichiara il suo amore per le gemelle, dicendo a Gloria che intende sposarle. Diffidente da Dandy, Dot presto viene a conoscenza di una coppia di gemelli siamesi che sono stati separati per la prima volta. Si rende conto che Dandy potrebbe facilmente pagare per l'intervento chirurgico. Stanley esercita pressioni su Maggie affinché porti Jimmy ad un fienile e lo uccida. Riluttante a farlo, suggerisce un mostro più facile: Ma Petite. Dopo averla portata al fienile e averla messa in un serbatoio per essere uccisa, Maggie si rende conto che non si può andare fino in fondo. Implora Jimmy a lasciare la città con lei subito, ma Stanley la affronta con rabbia, dicendole che hanno bisogno delle mani di Jimmy. Dandy chiede a Bette e Dot di condividere i loro segreti con lui, e nonostante egli ne confidi uno suo, dicendo loro, mentendo, che ha salvato i bambini che Twisty aveva rapito, Dot rifiuta di dirgli un segreto, sfidando Dandy a prendere atto delle sue bugie. Dandy poi legge il diario di Dot e si rende conto che non potrà mai veramente provare amore per lei. Ammette a sua madre Gloria che il suo unico vero scopo sulla terra è quello di portare la morte. Il campanello suona e Gloria segue Dandy verso la porta, trovando Jimmy. Dandy lo accoglie in casa e capisce che il ragazzo sia lì per le gemelle.
- Guest star: Lee Tergesen (Vince), Grace Gummer (Penny), Naomi Grossman (Pepper Gayheart).
- Altri interpreti: Jyoti Amge (Ma Petite), Erika Ervin (Amazon Eve), Mat Fraser (Paul), Rose Siggins (Suzi), Christopher Neiman (Salty).
- Non accreditati: Drew Rin Varick (Toulouse).
- Ascolti USA: telespettatori 3.647.000 - share 1,8%[8]

## Prova di forza
- Titolo originale: Test of Strength
- Diretto da: Anthony Hemingway
- Scritto da: Crystal Liu

### Trama
Jimmy si reca presso la casa dei Mott per recuperare Dot e Bette, ma un commento fatto da Dandy fa capire a Jimmy che questi è il secondo clown mascherato che ha catturato i bambini e che avrebbe tagliato a metà Maggie. Le gemelle lasciano Dandy dopo aver scoperto che lui ha letto il diario di Dot, e Dandy diventa furioso. Non appena rientrano al freak show, Jimmy affronta Elsa per aver venduto le gemelle, ma queste ultime dicono a Jimmy, mentendo, che lui ha frainteso, sperando di ricattare Elsa per avere il 50% delle entrate dello spettacolo. Penny, dopo essersi presa cura di Paul, torna a casa per dire a suo padre del suo trasferimento definitivo, ma lui la butta fuori e le fa tatuare la testa ed il volto da un suo "amico artista", che le taglia una lingua biforcuta, facendola diventare il fenomeno da baraccone che lei ha sempre voluto essere. Nel frattempo, Stanley vede Dell al bar gay e lo minaccia di dire tutto alla troupe se lui non gli avesse consegnato il corpo di un freak. Nel tentativo di uccidere Amazon Eve, Dell sottovaluta la stazza e la forza di lei, così viene battuto e buttato fuori dal caravan. Le donne del circo ipotizzano che Dell avesse intenzione di abusare di Eve, si riuniscono e minacciano di ucciderlo; all'improvviso arriva Jimmy che porta Dell a prendere qualcosa da bere per parlare delle sue attitudini violente. Dell prova a colpire Jimmy, già ubriaco, in testa con un mattone, ma non riesce a farlo. Jimmy dice a Dell di sapere che lui è suo figlio e si abbracciano. La mattina successiva, quando rientrano al tendone, Dell mette Jimmy a letto. Più tardi, la sera, Dell si reca nella tenda di Ma Petite e le porta un bel vestito. Lei lo prova e lui la abbraccia forte, sempre più forte, rompendole la spina dorsale. Dell consegna il corpo a Stanley che lo vende a Lilian Hemmings del museo delle curiosità patologiche (Museum of Morbid Curiosities), dove il corpo di Ma Petite sarà fieramente esposto.
- Special guest star: Celia Weston (Lillian Hemmings).
- Guest star: Lee Tergesen (Vince), Grace Gummer (Penny), Naomi Grossman (Pepper Gayheart).
- Altri interpreti: Jyoti Amge (Ma Petite), Erika Ervin (Amazon Eve), Mat Fraser (Paul), Rose Siggins (Suzi), Christopher Neiman (Salty), Bubbles Arrigo (Gladys), Skitch King (Morris), Sharon Landry (Brenda), Neal Kodinsky (Barista).
- Non accreditati: Drew Rin Varick (Toulouse).
- Ascolti USA: telespettatori 3.912.000 - share 2%[9]

## Bagno di sangue
- Titolo originale: Blood Bath
- Diretto da: Bradley Buecker
- Scritto da: Ryan Murphy

### Trama
Il vestito insanguinato di Ma Petite viene trovato nel bosco insieme ad alcune ossa di origine sconosciuta, di conseguenza la troupe ipotizza che lei sia stata sbranata da un animale selvatico. Ethel però nutre altri sospetti, e una volta trovatasi sola con Elsa, la accusa di aver ucciso Ma Petite per attirare l'attenzione su di sé. Il rapporto fra le due donne sembra ormai del tutto deteriorato, al punto che Ethel, estratta una pistola, spara ad Elsa, ferendola ad una gamba. Scopre così, con sorpresa,  che Elsa non ha le gambe, ma porta delle protesi. Un flashback rivela che la donna fu vittima delle conseguenze di uno "Snuff Movie" (genere di cinematografia pornografica nel quale il protagonista viene ucciso nel punto di massima suspense del film); lasciata in fin di vita al termine delle riprese, fu salvata da un soldato che la affidò ad un medico italiano. Egli si prese cura della donna per tutto il periodo di convalescenza, e le fabbricò delle protesi in legno, ricordandole che lei era bellissima in qualsiasi modo. Mentre Ethel si prepara a sparare in testa ad Elsa per averle mentito ed averla maltrattata, questa le lancia un coltello in testa uccidendola. Con l'aiuto di Stanley, Elsa inscena un suicidio, nel quale Ethel, alla guida della sua macchina, si schianta contro un albero, ed avendo legata al collo una catena, ne rimane tragicamente decapitata. La troupe crede alla fittizia storia montata da Elsa, imputando la sua decisione di suicidarsi alla scoperta delle sue gravi condizioni di salute; Jimmy, con la morte della madre, perde ogni speranza ed allontana Maggie, per poi finire fra le braccia di una nuova recluta della troupe: l'obesa patologica Ima Wiggles. Dopo il funerale di Ethel, stanche di essere trattate male, Amazon Eve, Desiree, Penny e Suzi Senza Gambe, pianificano una vendetta sul padre di Penny, quindi lo rapiscono e lo rendono incosciente per portarlo sul caravan di Dell. Umiliano l'uomo e si preparano prima a mutilarlo e poi ad ucciderlo. Maggie sente le urla dell'uomo e prega le carnefici di non portare a termine la vendetta. Penny lascia andare suo padre e lo bandisce dalla sua vita per sempre. Nel frattempo, Regina, la figlia di Dora, fa visita alla famiglia Mott per investigare sulla scomparsa di sua madre, rifiutandosi di andare via senza averla prima vista. Gloria, già sotto stress per via delle sedute con un terapista, con cui sfoga le sue ansie su Dandy, mente a Regina. Successivamente Gloria trae in inganno Dandy per portarlo dal terapista, ma quando il giovane scopre le intenzioni della madre
e ciò che realmente pensa di lui (ovvero che presenti qualche disturbo, come conseguenza della pratica di sposarsi tra parenti, e che debba essere internato per la sua pericolosità) si infuria. Non appena tornano a casa, Dandy spara in testa a sua madre e si fa un bagno nel suo sangue.
- Special guest star: Gabourey Sidibe (Regina Ross), Danny Huston (Massimo Dolcefino).
- Guest star: Lee Tergesen (Vince), Grace Gummer (Penny), Naomi Grossman (Pepper Gayheart), Chrissy Metz (Barbara).
- Altri interpreti: Jyoti Amge (Ma Petite), Erika Ervin (Amazon Eve), Mat Fraser (Paul), Rose Siggins (Suzi), Christopher Neiman (Salty), Julian Kruithof (Daddy di 8 anni), Brinon Kruithof (Daddy di 12 anni), Nya Auzenne (Regina da bambina).
- Non accreditati: Drew Rin Varick (Toulouse).
- Non accreditati (filmati di repertorio): Patti LaBelle (Dora Ross).
- Ascolti USA: telespettatori 3.303.000 - share 1,6%[10]

## Massacro casalingo
- Titolo originale: Tupperware Party Massacre
- Diretto da: Loni Peristere
- Scritto da: Brad Falchuk

### Trama
Dopo aver ucciso e sfigurato sua madre, cucendole la testa di un'altra donna bionda passata da casa loro per pubblicizzare prodotti di bellezza, Dandy visita Maggie Esmeralda al circo per avere una lettura della mano. Maggie gli assicura che tutto andrà bene, ci potrebbero essere solo alcuni problemi nel suo futuro, ma lui li riuscirà a superare. Più sicuro che mai, Dandy continua il suo macabro lavoro, ma viene fermato prima da un ubriachissimo Jimmy. Jimmy lo accusa di avere qualcosa a che fare con la scomparsa delle gemelle e lo minaccia, sapendo che Dandy ha preso parte agli omicidi del clown. Dandy chiama Jimmy patetico mentre cade per terra, promettendo vendetta su Jimmy per aver portato Bette e Dot lontano da lui. Elsa e Stanley, nel frattempo, catturano le gemelle e le portano alla fattoria, dove Stanley dichiara che le sorelle resteranno lì finché non verrà il chirurgo a fare l'operazione. Le gemelle si rendono conto che non vale la pena vivere una vita indipendente se il prezzo da pagare è perdere una delle due, quindi giurano di non fare l'operazione.
Con la consapevolezza del suo orientamento sessuale ed i sensi di colpa per l'omicidio di Ma Petite la situazione diventa troppo pesante per Dell, prova ad impiccarsi ma viene salvato da Desiree.
Più tardi Jimmy è troppo ubriaco per esibirsi alla festa Tupperware per le casalinghe, ed inizia ad avere allucinazioni su Ethel, la quale gli dice di superare la sua morte ed andare avanti. Non appena Jimmy va via, Dandy si presenta alle porte della festa, dicendo che la sua macchina si è rotta lì davanti e necessita di un telefono. Lui uccide il gruppo di donne, cavando loro gli occhi e lasciandole galleggiare in una piscina insanguinata. Regina affronta Dandy e gli dice di aver contattato la polizia per la scomparsa di sua madre, ma rimane sconcertata quando Dandy ammette apertamente la sua serie di omicidi. Lui lascia scappare Regina, ma poco dopo lei ritorna con il detective Colquitt. Dandy proclama la sua fortuna economica e promette al detective un milione di dollari se lui avesse ucciso Regina; senza battere ciglio, Colquitt spara in testa a Regina.
L'ubriaco Jimmy torna sul suo caravan e trova Dot e Bette ad aspettarlo. Dot gli dichiara il suo amore e, con l'approvazione di Bette, loro possono vivere insieme una vita felice, ma Jimmy respinge la loro proposta dicendo di essere innamorato di qualcun'altra. Appena lui esce dal caravan la macchina della polizia arriva al circo. Colquitt arresta Jimmy per gli omicidi alla festa Tupperware e lo porta via nella sua auto.
- Special guest star: Gabourey Sidibe (Regina Ross).
- Guest star: Naomi Grossman (Pepper Gayheart), Chrissy Metz (Barbara), Malcolm-Jamal Warner (Angus T. Jefferson).
- Altri interpreti: Jyoti Amge (Ma Petite), Erika Ervin (Amazon Eve), Mat Fraser (Paul), Rose Siggins (Suzi), Christopher Neiman (Salty), P.J. Marshall (Detective Jack Colquitt), James DuMont (Foster), Lin Gathright (Sylvia), Lucy Faust (Joanne), Amber Gaiennie (Elaine), Ashlynn Ross (Myrna), Michael Murray (Vichingo Hustler), Lyle Brocato (George Mills), Lara Grice (Donna dei cosmetici).
- Ascolti USA: telespettatori 3.071.000 - share 1,5%[11]

## Orfani
- Titolo originale: Orphans
- Diretto da: Bradley Buecker
- Scritto da: James Wong

### Trama

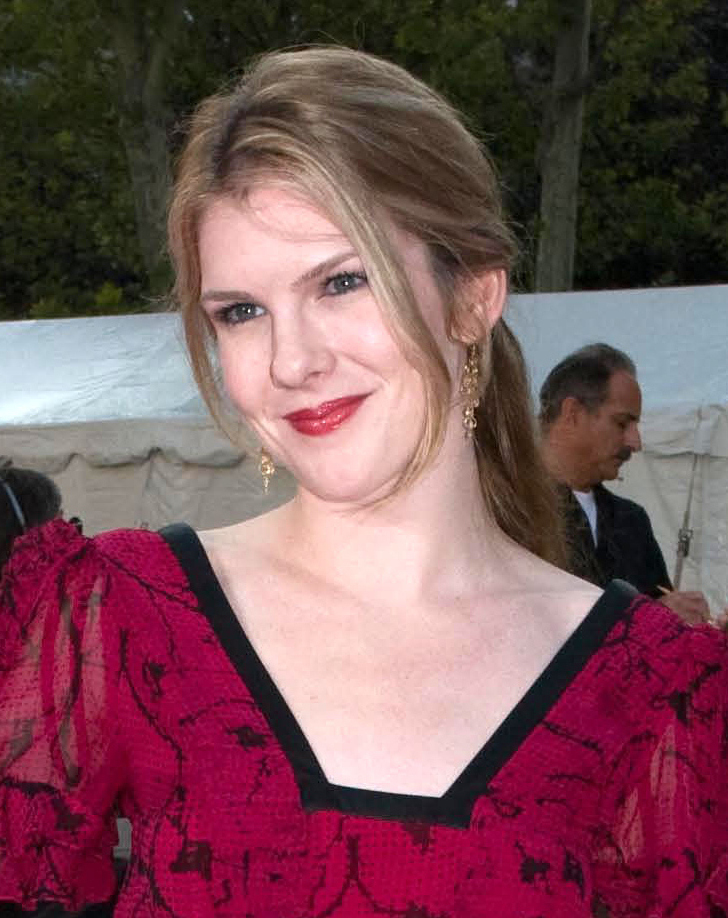
Lily Rabe interpreta suor Mary Eunice

La vita di Pepper va in mille pezzi quando scopre che Salty è morto nel sonno. Dopo aver provato a consolare Pepper, Desiree scopre da Elsa le origini del circo delle stranezze. Elsa inizia a rivelare come e quando si è trasferita negli Stati Uniti, di come iniziò a lavorare come corista in un circo di Boston, notando che gli "strani", i "mostri", non venivano trattati come avrebbero dovuto essere trattati: Elsa decise di iniziare un proprio business e di crearsi una "famiglia". Pepper fu la prima che si unì alla squadra, dopo essere stata trovata da Elsa in un orfanotrofio. Elsa poco dopo si rese conto che Pepper aveva bisogno di qualcos'altro, così riuscì a trovare Ma Petite e Salty, che per Pepper sarebbero divenuti una figlia e un marito. Rendendosi conto che Pepper ora non ha più nessuno, dato che entrambi sono morti, Desiree consiglia ad Elsa di riportare Pepper a sua sorella maggiore, che anni prima l'aveva abbandonata in orfanotrofio. Nel frattempo Stanley convince Elsa a farsi lasciare il corpo di Salty per prendersene cura dicendole che penserà lui a "cremare quell'idiota", ma velocemente gli taglia la testa e la vende al museo delle curiosità patologiche (Museum of Morbid Curiosities).
Maggie confessa a Desiree che lei e Stanley sono artisti truffatori. Desiree l'avverte che se lei dovesse scoprire che uno dei due ha maltrattato uno della troupe, lei li ucciderà. Dot e Bette cercano di convincere Maggie ad aiutare Jimmy prendendo un avvocato con i soldi che avevano risparmiato per l'operazione, ma Stanley arriva per primo da Jimmy in prigione, consigliandogli un modo per fare soldi. Capendo di aver bisogno di aiuto Maggie confessa a Desiree le vere intenzioni di lei e Stanley, avvertendola che tutta la troupe morirà presto se non si agirà subito. Le due visitano il museo, dove Desiree trova il corpo di Ma Petite e la testa di Salty. Il custode mostra loro la nuova opera in mostra: un paio di mani deformi, che sembrano essere quelle di Jimmy, alla vista delle quali Maggie sviene. Elsa rintraccia la sorella di Pepper, Rita, e la convince a riprenderla con sé. Le cose peggiorano quando, nove anni dopo, Rita dà alla luce un bambino deforme. Larry, il cognato di Pepper, convince Rita ad uccidere il bambino e ad incastrare Pepper per l'omicidio, facendola internare a Briarcliff, in modo da liberarsi di entrambi. Suor Mary Eunice, sebbene sia convinta che sia stata lei a compiere l'omicidio, vede il rimorso negli occhi di Pepper; decide così che sarà lei ad aiutarla nella libreria di Briarcliff per lo smistamento delle riviste, e nel fare ciò Pepper trova una rivista con Elsa in copertina, sembra quindi che Elsa alla fine abbia avuto la fama che ha sempre desiderato.
- Special guest star: Celia Weston (Lillian Hemmings), Lily Rabe (Suor Mary Eunice McKee).
- Guest star: Naomi Grossman (Pepper Gayheart), Malcolm-Jamal Warner (Angus T. Jefferson), Matthew Glave (Larry), Mare Winningham (Rita Gayheart).
- Altri interpreti: Jyoti Amge (Ma Petite), Erika Ervin (Amazon Eve), Mat Fraser (Paul), Rose Siggins (Suzi), Christopher Neiman (Salty), Robert Walker Branchaud (Erickson), Rajeev Jacob (Re Aide), Anil Bajaj (Maharaja Jangatjit Singh), Brandon Stacy (Agente).
- Ascolti USA: telespettatori 2.993.000 - share 1,5%[12]

## Magici pensieri
- Titolo originale: Magical Thinking
- Diretto da: Michael Goi
- Scritto da: Jennifer Salt

### Trama

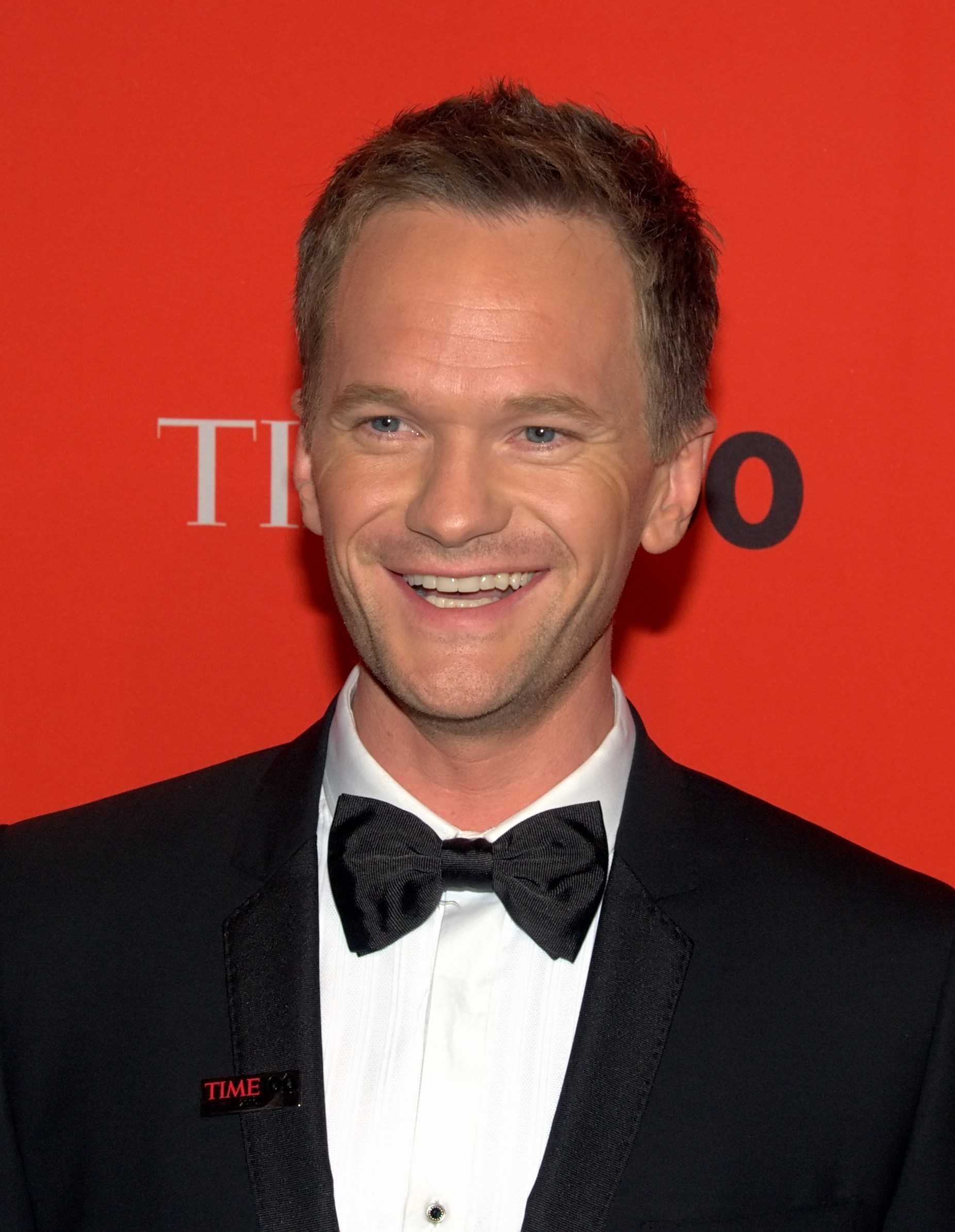
Neil Patrick Harris interpreta Chester Creb

La puntata si apre con un flashback: Stanley si reca in prigione per fare visita a Jimmy e lo convince a farsi tagliare la mano sinistra, dalla cui vendita ricaverà sufficiente denaro per procurarsi un avvocato capace; con uno stratagemma il ragazzo viene quindi fatto uscire di prigione e fatto addormentare. Al risveglio, Jimmy scopre, disperato, che Stanley gli ha fatto però tagliare entrambe le mani.
Al circo, nel frattempo, è arrivato Chester, un attraente commesso viaggiatore, venditore di camaleonti, interessato ad unirsi al circo come prestigiatore. Per convincere Elsa ad assumerlo le mostra le sue abilità di ventriloquo, prestando la voce ad una bambola che porta sempre con sé, Marjorie.  Elsa, dapprima riluttante perché disinteressata ad i numeri di magia (che ritiene annoierebbero il pubblico) decide di assumerlo solo per le abilità contabili e matematiche che l'uomo inconsapevolmente le mostra.
Bette e Dot sono immediatamente affascinate dalla gentilezza di Chester, e, in cerca di qualcuno che ami entrambe e faccia avere loro il primo rapporto sessuale, si convincono di averlo trovato in Chester, che sembra ricambiare il loro interesse. Le gemelle diventano così le assistenti di Chester nel suo numero, che consiste nel fingere di tagliare una persona in due con la scatola magica. Successivamente, Bette e Dot si concedono sessualmente a Chester, che chiede però che la bambola Marjorie possa essere presente.  L'uomo forzuto intanto, scoperto cosa è successo a suo figlio, libera Jimmy con l'aiuto di Amazon Eve, massacrando due poliziotti.
Chester comincia a rivelare la sua buona dose di stranezze, dovute probabilmente a una ferita alla testa subita durante la guerra: egli crede che il pupazzo sia vivo, e in un flashback viene rivelato che in passato si sia convinto che ad uccidere sua moglie e l'amante della moglie sia stata proprio Marjorie, in un momento di gelosia. (Le due donne, entrambe sposate con soldati, si erano avvicinate ed innamorate durante la guerra, e al ritorno di Chester avevano deciso di provare a vivere tutti e tre insieme). Chester crede che Marjorie lo voglia costringere ad allontanarsi dalle gemelle, a cui nel frattempo si è affezionato Non riuscendo più a trovare la bambola, inizia disperato a cercarla, mentre nel campo arriva la polizia, alla ricerca di Jimmy. Chester incontra però Dandy (che grazie ad un investigatore privato sa sia del passato dell'uomo sia del suo attaccamento a Bette e Dot), il quale gli dice di sapere dove si trova la bambola. Nella tenda più grande, Chester ritrova Marjorie, la quale gli impone di tagliare in due le gemelle.
Nel frattempo Maggie e Desiree sono tornate al circo: la prima mostra ad Elsa il corpo di Ma Petite, la seconda va a chiedere spiegazioni a Dell, e questi le confessa di aver ucciso Ma Petite soffocandola. Elsa, sopraggiunta in quel momento e sentita la confessione dell'uomo, gli spara in testa.
- Special guest star: Neil Patrick Harris (Chester Creb).
- Guest star: Chrissy Metz (Barbara), Jamie Brewer (Marjorie), Angela Sarafyan (Alice).
- Altri interpreti: Erika Ervin (Amazon Eve), Mat Fraser (Paul), Rose Siggins (Suzi), Drew Rin Varick (Toulouse), P.J. Marshall (Detective Jack Colquitt), Robert Walker Branchaud (Erickson), Judd Lormand (Doyle), Michael Murray (Vichingo Hustler), Shauna Rappold (Lucy Creb) J.D. Evermore (Rakes), Kristin Witterschein (Infermiera).
- Non accreditati: Jyoti Amge (Ma Petite).
- Ascolti USA: telespettatori 3.111.000 - share 1,5%[13]

## Il grande spettacolo
- Titolo originale: Show Stoppers
- Diretto da: Loni Peristere
- Scritto da: Jessica Sharzer

### Trama
Desiree e Maggie fanno luce ai mostri delle malefatte di Stanley e gliela fanno pagare a caro prezzo (citando e omaggiando palesemente il finale del film Freaks di Tod Browning e facendolo diventare una sorta di Nuovo Meep). Precedentemente Desiree ha ucciso anche Lillian Hemmings, la direttrice del museo delle morbosità e, vendicandosi, le ha mozzato la testa come regalo per Stanley. Maggie rimane uccisa e segata in due in un numero di magie di Chester, nel quale egli immagina di uccidere Lucy, la propria ex moglie. Successivamente Chester pugnala Marjorie e si costituisce per "l'omicidio" di quest'ultima, sotto lo sguardo incredulo dei poliziotti. Intanto i mostri scoprono che Elsa ha ucciso Ethel e progettano di ucciderla per vendicare la sua morte ma Elsa viene avvertita da Bette e Dot e quindi fugge dal circo vendendolo a Dandy. Jimmy riceve le sue nuove mani da Massimo Dolcefino (venuto grazie ad Elsa) ricalcando però la forma delle sue precedenti mani da freak.
- Special guest star: Celia Weston (Lillian Hemmings), Danny Huston (Massimo Dolcefino), Neil Patrick Harris (Chester Creb).
- Guest star: Grace Gummer (Penny), Chrissy Metz (Barbara), Jamie Brewer (Marjorie), Angela Sarafyan (Alice).
- Altri interpreti: Erika Ervin (Amazon Eve), Mat Fraser (Paul), Rose Siggins (Suzi), Shauna Rappold (Lucy Creb), John Cromwell (Dr. Hans Gruper).
- Non accreditati: Drew Rin Varick (Toulouse).
- Ascolti USA: telespettatori 2.938.000 - share 1,4%[14]

## Cala il sipario
- Titolo originale: Curtain Call
- Diretto da: Bradley Buecker
- Scritto da: John J. Gray

### Trama
Dopo aver acquistato il Freak Show, Dandy viene aggredito da alcuni freaks (ovvero Paul, Penny, Amazon Eve, Suzi e Barbara), che si licenziano per via della arroganza che lui mostra verso di essi. Il giorno dopo Dandy, armato di una pistola, uccide tutti i freaks, compiendo un vero e proprio massacro, dove gli unici superstiti sono Jimmy, Bette, Dott e Desiree. Intanto Elsa, arrivata ad Hollywood, incontra un famoso produttore, di cui si innamora e che in seguito sposerà, così da poter entrare nel mondo dello spettacolo. Tornando a Jupiter, Bette e Dott vengono portate a casa di Dandy (che fin dai primi episodi desiderava sposarle), dove avviene il matrimonio. Inizialmente pare che le ragazze siano felici di aver sposato Dandy, ma dopo poco si scopre che entrambe fingevano, così da poterlo rapire ed uccidere insieme a Jimmy e Desiree. I quattro, infatti, lo addormentano con un sonnifero e lo portano al campo, rinchiudendolo in una teca di vetro precedentemente appartenuta a Stanley. La teca viene riempita d'acqua, e dopo poco Dandy muore affogato, mentre i suoi assalitori assistono compiaciuti. Otto anni dopo, ad Hollywood, Elsa è diventata una donna di successo, con un programma condotto da lei stessa trasmesso in prima serata. Malgrado abbia avverato il suo sogno, Elsa si sente triste, sola ed annoiata. Anche il suo unico vero amore, ovvero il dottore italiano che molti anni prima le aveva donato le gambe di legno da lui stesso create, sta per morire per via di un cancro ai polmoni. Inoltre, Elsa scopre che alcuni dei suoi filmati porno girati tempo prima, sono stati trovati da un'importante critica televisiva, che ha anche condotto ricerche sulla vita privata di Elsa. Per via di queste ultimi, Elsa viene a conoscenza del massacro ad opera di Dandy, dove tutti i freaks sono morti. Sapendo che la sua carriera sta per essere distrutta e che tutte le persone a cui teneva sono morte, Elsa accetta di girare uno speciale televisivo di Halloween, così da richiamare lo spirito di Edward Mordrake, che l'avrebbe portata con sé. Durante lo speciale, in cui Elsa canta il brano "Heroes", di David Bowie, arriva Mordrake, accompagnato dal clown Twisty, ovvero la sua ultima vittima risalente al quarto episodio della stagione. Edward uccide Elsa, ma decide di non portarla con sé, bensì di mandarla in una sorta di "limbo" con l'aspetto del circo, dove si trovano anche tutti gli altri freaks deceduti durante la serie (tra cui Ethel, Ma Petite, Amazon Eve, Paul, Penny, Suzi, Barbara, Toulouse e Meep). Ethel inoltre rivela ad Elsa che nel limbo, ogni sera, fanno sempre il pieno di spettatori. Intanto vengono mostrati i quattro freaks ancora vivi, che hanno intrapreso strade differenti: Desiree si è sposata con un suo spasimante di nome Angus, con cui ha avuto due figli, mentre Jimmy si è sposato con Bette e Dott, con cui aspetta un figlio. L'episodio si conclude con Elsa all'interno del limbo, pronta ad iniziare un nuovo spettacolo in un tendone colmo di spettatori, cantando il brano di David Bowie Life on Mars?, già recitato da essa nel primo episodio.
- Special guest star: Wes Bentley (Edward Mordrake), Danny Huston (Massimo Dolcefino).
- Guest star: John Carroll Lynch (Twisty), Grace Gummer (Penny), Chrissy Metz (Barbara), Malcolm-Jamal Warner (Angus T. Jefferson), David Burtka (Michael Beck).
- Altri interpreti: Jyoti Amge (Ma Petite), Erika Ervin (Amazon Eve), Mat Fraser (Paul), Rose Siggins (Suzi), Ben Woolf (Meep), Richard Holden (Henry Gable), Ruby Lou Smith (Judy Manners), Christopher Berry (Leo), John Wilmot (Padre Kelly), George Bell (Alto fantasma).
- Non accreditati: Drew Rin Varick (Toulouse).
- Ascolti USA: telespettatori 3.271.000 - share 1,5%[15]